# Sandrine Soubeyrand
Pour les articles homonymes, voir Soubeyrand.
Sandrine Soubeyrand, née le 16 août 1973 à Saint-Agrève en Ardèche, est une footballeuse internationale puis entraîneuse française. Elle est actuellement à la tête du Paris FC féminin.
Elle joue au poste de milieu de terrain du milieu des années 1990 au milieu des années 2010. Elle commence sa carrière dans son club formateur le FC Félines Saint-Cyr en première division puis elle rejoint le Juvisy FCF en 1994 bientot absorbé par le Paris FC et qui devient sa section féminine avec qui elle remporte le championnat de France en 2003 et 2006 et le Challenge de France en 2005. 
Avec 198 sélections pour 17 buts inscrits en équipe de France, elle détient le record du nombre de sélections avec les Bleues jusqu'au 31 mai 2024. Wendie Renard la dépasse lors de la victoire des Bleues en Angleterre (1-2). Elle termine avec l'équipe nationale quatrième à la Coupe du monde 2011 et aux Jeux olympiques 2012.

## Biographie
Elle fait sa première apparition en équipe de France le 12 avril 1997 face à la Belgique. Fin juillet 2013, elle compte 198 sélections et 17 buts avec les Bleues quand elle prend sa retraite internationale. Elle a participé aux Championnats d'Europe en 1997, 2001, 2005, 2009 et 2013, à la Coupe du monde 2003 et 2011 et aux Jeux olympiques 2012. 
Elle est la joueuse comptant le plus de sélections avec l'équipe de France. La ministre des Sports, Valérie Fourneyron, lui a remis l’insigne de chevalier de l'ordre national du Mérite à Evry dans les locaux du conseil général le 29 janvier 2013.
Elle met fin à sa carrière en fin de saison 2013-2014.
En 2014, Sandrine Soubeyrand est nommée sélectionneuse de l'équipe de France féminine des moins de 17 ans.
Le 4 octobre 2018, elle devient entraîneuse du Paris FC. Le 6 avril 2023, Soubeyrand intègre la promotion 2023-2024 du Brevet d'entraîneur professionnel de football.

## Palmarès
- Championnat de France : 2003 et 2006
- Challenge de France féminin : 2005
- Oscar de la meilleure joueuse de D1 : 2003
- Record absolu de sélections en équipe de France hommes et femmes confondus avec 198 sélections[4].

## Statistiques

### En club
| Saison                | Club                  | Championnat           | Championnat | Championnat | Coupe(s) nationale(s) | Coupe(s) nationale(s) | Compétition(s) continentale(s) | Compétition(s) continentale(s) | Compétition(s) continentale(s) | Play-offs | Play-offs | France | France | Total | Total |
| Saison                | Club                  | Division              | M.          | B.          | M.                    | B.                    | Comp.                          | M.                             | B.                             | M.        | B.        | M.     | B.     | M.    | B.    |
| 1994-1995             | Caluire SC            | D2                    |             |             | -                     | -                     | -                              | -                              | -                              | -         | -         | -      | -      | 0     | 0     |
| 1995-1996             | Caluire SC            | D1                    |             |             | -                     | -                     | -                              | -                              | -                              | -         | -         | -      | -      | 0     | 0     |
| 1996-1997             | Caluire SC            | D1                    |             |             | -                     | -                     | -                              | -                              | -                              | -         | -         | 5      | 0      | 5     | 0     |
| 1997-1998             | Caluire SC            | D2                    |             |             | -                     | -                     | -                              | -                              | -                              | -         | -         | 10     | 2      | 10    | 2     |
| 1998-1999             | Caluire SC            | D1                    |             |             | -                     | -                     | -                              | -                              | -                              | -         | -         | 9      | 0      | 9     | 0     |
| 1999-2000             | Caluire SC            | D1                    | 22          | 15          | -                     | -                     | -                              | -                              | -                              | -         | -         | 9      | 0      | 31    | 15    |
| Sous-total            | Sous-total            | Sous-total            | 22          | 15          | -                     | -                     | -                              | -                              | -                              | -         | -         | 33     | 2      | 55    | 17    |
| 2000-2001             | FCF Juvisy            | Division 1            | 22          | 1           | -                     | -                     | -                              | -                              | -                              | 3         | 0         | 12     | 1      | 37    | 2     |
| 2001-2002             | FCF Juvisy            | Division 1            | 3+          | 3           |                       |                       | -                              | -                              | -                              | 3         | 2         | 10     | 2      | 16    | 7     |
| 2002-2003             | FCF Juvisy            | Division 1            | 22          | 7           | 2+                    | 1+                    | -                              | -                              | -                              | 3         | 1         | 13     | 1      | 40    | 10    |
| 2003-2004             | FCF Juvisy            | Division 1            | 19          | 5           |                       |                       | C1                             | 3                              | 2                              | 2         | 0         | 15     | 0      | 39    | 7     |
| 2004-2005             | FCF Juvisy            | Division 1            | 22          | 3           | 3+                    | 2                     | -                              | -                              | -                              | -         | -         | 14     | 0      | 39    | 5     |
| 2005-2006             | FCF Juvisy            | Division 1            | 22          | 3           |                       |                       | -                              | -                              | -                              | -         | -         | 13     | 6      | 35    | 9     |
| 2006-2007             | FCF Juvisy            | Division 1            | 21          | 0           |                       |                       | C1                             | 1                              | 0                              | -         | -         | 11     | 1      | 33    | 1     |
| 2007-2008             | FCF Juvisy            | Division 1            | 21          | 2           | 4                     | 0                     | -                              | -                              | -                              | -         | -         | 7      | 1      | 32    | 3     |
| 2008-2009             | FCF Juvisy            | Division 1            | 20          | 7           | 4                     | 0                     | -                              | -                              | -                              | -         | -         | 6      | 1      | 30    | 8     |
| 2009-2010             | FCF Juvisy            | Division 1            | 22          | 3           | 4                     | 1                     | -                              | -                              | -                              | -         | -         | 16     | 2      | 42    | 6     |
| 2010-2011             | FCF Juvisy            | Division 1            | 21          | 0           | 5                     | 0                     | C1                             | 9                              | 2                              | -         | -         | 13     | 0      | 48    | 2     |
| 2011-2012             | FCF Juvisy            | Division 1            | 21          | 4           | 3                     | 0                     | -                              | -                              | -                              | -         | -         | 14     | 0      | 38    | 4     |
| 2012-2013             | FCF Juvisy            | Division 1            | 21          | 6           | 3                     | 0                     | C1                             | 8                              | 1                              | -         | -         | 16     | 0      | 48    | 7     |
| 2013-2014             | FCF Juvisy            | Division 1            | 21          | 1           | 5                     | 0                     | -                              | -                              | -                              | -         | -         | 5      | 0      | 31    | 1     |
| Sous-total            | Sous-total            | Sous-total            | 278         | 45          | 33                    | 4                     | -                              | 21                             | 5                              | 11        | 3         | 165    | 15     | 508   | 72    |
| Total sur la carrière | Total sur la carrière | Total sur la carrière | 300         | 60          | 33                    | 4                     | -                              | 21                             | 5                              | 11        | 3         | 198    | 17     | 563   | 89    |

- « Challenge de france - saison 2002-03 », sur christophe-ringaud.com (consulté le 31 décembre 2023)

Les statistiques sont incomplètes avant la saison 2007-08.
- 19 matchs inconnus en championnat en 2001-02.
- 3 matchs inconnus en coupe en 2001-02.
- 2 matchs inconnus en coupe en 2002-03.
- 3 matchs inconnus en coupe en 2003-04.
- 2 matchs inconnus en coupe en 2004-05.
- 4 matchs inconnus en coupe en 2005-06.
- 2 matchs inconnus en coupe en 2006-07.

### En sélection
| Sélection | Année | Statistiques | Statistiques |
| Sélection | Année | Matchs       | Buts         |
| --------- | ----- | ------------ | ------------ |
| France    | 1997  | 9            | 0            |
| France    | 1998  | 7            | 2            |
| France    | 1999  | 12           | 0            |
| France    | 2000  | 8            | 1            |
| France    | 2001  | 14           | 0            |
| France    | 2002  | 10           | 2            |
| France    | 2003  | 14           | 1            |
| France    | 2004  | 12           | 0            |
| France    | 2005  | 15           | 3            |
| France    | 2006  | 12           | 3            |
| France    | 2007  | 10           | 1            |
| France    | 2008  | 7            | 2            |
| France    | 2009  | 14           | 1            |
| France    | 2010  | 10           | 1            |
| France    | 2011  | 20           | 0            |
| France    | 2012  | 14           | 0            |
| France    | 2013  | 10           | 0            |
| Total     | Total | 198          | 17           |

### Entraîneuse
| Saison    | Club         | Championnat | Championnat | Championnat | Championnat | Championnat | Coupe nationale | Coupe nationale | Coupe nationale | Coupe nationale | Total  | Total | Total | Total | % Victoires |
| Saison    | Club         | Division    | Matchs      | V           | N           | D           | Matchs          | V               | N               | D               | Matchs | V     | N     | D     | % Victoires |
| --------- | ------------ | ----------- | ----------- | ----------- | ----------- | ----------- | --------------- | --------------- | --------------- | --------------- | ------ | ----- | ----- | ----- | ----------- |
| 2018-2019 | Paris FC (F) | Division 1  | 17          | 8           | 3           | 6           | 4               | 3               | 0               | 1               | 21     | 11    | 3     | 7     | 52,38 %     |
| 2019-2020 | Paris FC (F) | Division 1  | 16          | 7           | 3           | 6           | 1               | 0               | 1               | 0               | 17     | 7     | 4     | 6     | 41,18 %     |
| 2018-     | Total Paris  | —           | 33          | 15          | 6           | 12          | 5               | 3               | 1               | 1               | 38     | 18    | 7     | 13    | 47,37 %     |

## Décoration
Le 13 juillet 2023, Sandrine Soubeyrand est nommée au grade de chevalier dans l'ordre national de la Légion d'honneur.